# Видяево
Видя́ево — административно-территориальная единица, муниципальное образование в виде городского округа, со статусом закрытого административно-территориального образования (ЗАТО) в Мурманской области, РФ. Расположено в 40 км от города Мурманска, административного центра Мурманской области.
Основан 31 июля 1958 года; первоначально назывался посёлок Урица, по расположению на реке Урице. 6 июля 1965 года был переименован в Видяево, в честь героя Великой Отечественной войны, советского моряка-подводника Фёдора Алексеевича Видяева.
В посёлке расположена одноимённая военно-морская база Северного флота России.
Помимо самого посёлка Видяево в состав ЗАТО (городского округа) входит нежилой населённый пункт Чан-Ручей.
Площадь ЗАТО — 77,46 км².

## Статус
С точки зрения административно-территориального устройства, посёлок имеет статус закрытого административно-территориального образования, в границах которого образовано самостоятельное одноимённое муниципальное образование со статусом городского округа ЗАТО посёлок Видяево или ЗАТО Видяево.
По административно-территориальному делению Российской Федерации (ОКАТО), посёлок является сельским населенным пунктом областного подчинения Мурманской области, находящимся в ведении федеральных органов государственной власти и управления.
До образования ЗАТО Видяево и Чан-Ручей входили в состав Урагубского сельсовета (территориального округа) Кольского района. С 25 сентября 2001 года по 25 марта 2002 Видяево имело статус рабочего посёлка.

## История

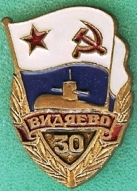
Знак «30 лет Видяево»

- 31 июля 1958 года Главный штаб ВМФ принимает директиву о формировании 7-й дивизии подводных сил Северного флота с дислокацией в губе Уре[7]. Первым командиром соединения назначен Ф. Н. Гришин, а начальником штаба — капитан 1-го ранга А. И. Петелин. Эту дату принято считать днём основания села Урица[7]. В состав 7-й дивизии входили 162-я и 297-я бригады подводных лодок (БрПЛ), имевшие на вооружении средние подводные лодки проекта 613.
- 15 июля 1961 года на базе 7-й дивизии была сформирована 9-я эскадра подводных лодок в составе 49-й, 162-й и 297-й БрПЛ.
- В 1965 г. Указом Президиума ВС РСФСР населенный пункт Урица переименован в Видяево, в память о советском моряке-подводнике времён Великой Отечественной войны Фёдоре Алексеевиче Видяеве[8].
- В 1967 году в губу Ара были перебазированы противолодочные корабли 130-й бригады надводных кораблей.
- В 1969 году в состав 9-й эскадры передана 35-я дивизия подводных лодок, вооружённая ПЛ проекта 651 с крылатыми ракетами надводного старта.
- В 1980 году из Западной Лицы в Видяево перебазирована 7-я дивизия подводных лодок (второго формирования) с АПЛ проекта 675.
- В 1984—1992 годах в Видяево была сформирована и там же расформирована 50-я дивизия подводных лодок (АПЛ проекта 675МКВ)
- В 1991—1994 годах на Видяево базировалась до своего расформирования 6-я дивизия подводных лодок.

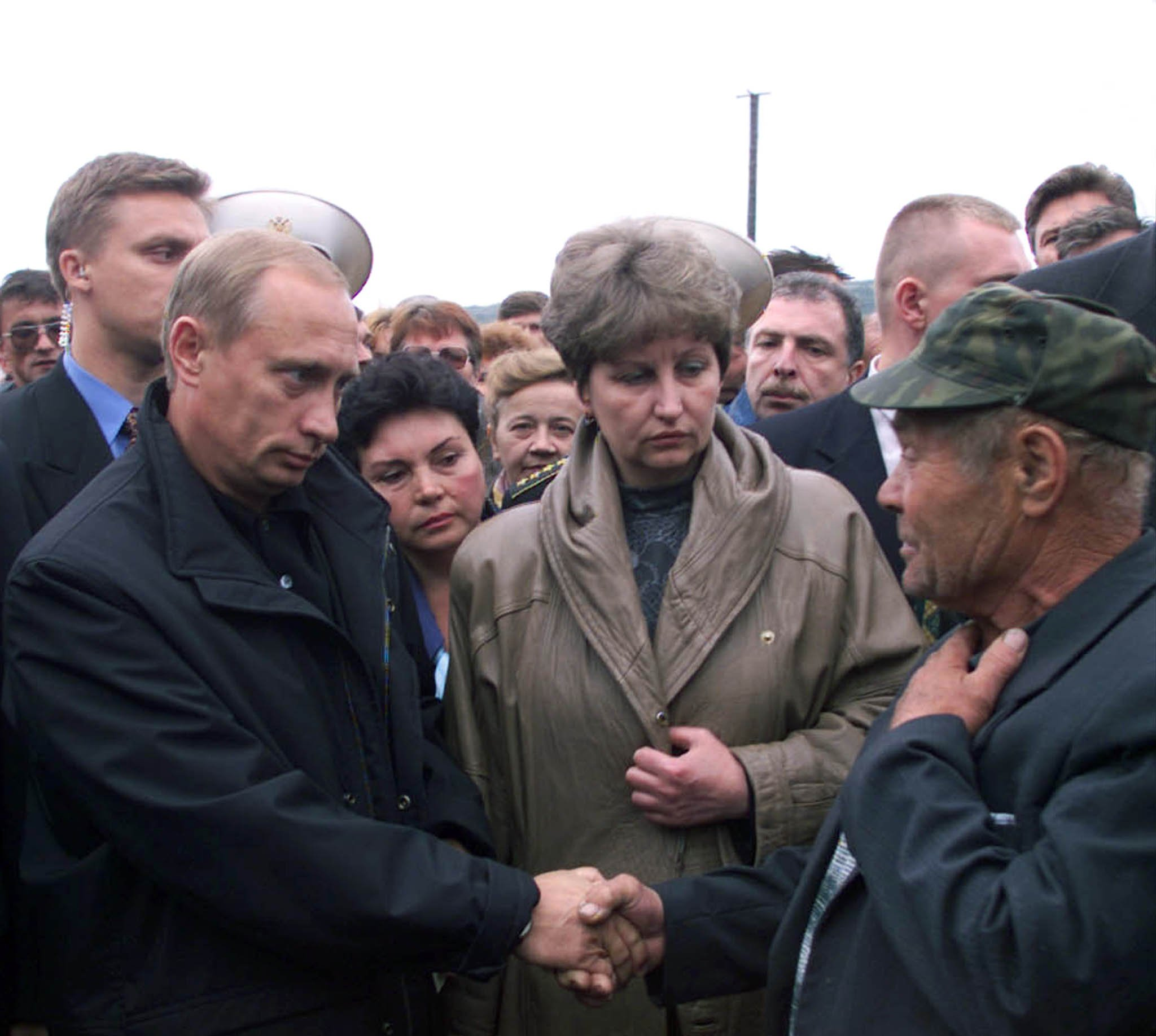
Президент РФ В. В. Путин на встрече с родственниками погибших на АПЛ «Курск». Видяево 22 августа 2000 года.

- В 2000 году из Видяево ушла в последний поход АПЛ «Курск». В связи с трагедией Президент РФ В. В. Путин 22 августа 2000 года посетил Видяево для встречи с родственниками погибших моряков АПЛ «Курск».
- В 2001 году было образовано ЗАТО Видяево[7], в состав которого также вошёл нежилой населённый пункт Чан-Ручей.

## Население
| 2002  | 2009  | 2010  | 2012  | 2013  | 2014  | 2015  |
| ----- | ----- | ----- | ----- | ----- | ----- | ----- |
| 6182  | ↗7067 | ↘5771 | ↗6215 | ↗6267 | ↗6300 | ↘6258 |
| 2016  | 2017  | 2018  | 2019  | 2020  | 2021  | 2023  |
| ↗6303 | ↘6146 | ↘5985 | ↘5953 | ↘5787 | ↘4327 | ↗4346 |

Численность населения, проживающего на территории населённого пункта, по данным Всероссийской переписи населения 2010 года составляет 5771 человек, из них 2938 мужчин (50,9 %) и 2833 женщины (49,1 %).
Национальный состав
По переписи населения 2010 года из населения муниципального образования 78,9 % составляют русские, 11,7 % — украинцы, 2,0 % — белорусы, 1,1 % — татары, а также 6,3 % других национальностей.
По итогам переписи населения 2020 года проживали следующие национальности (национальности менее 0,1 % и другое, см. в сноске к строке «Другие»):
| Национальность | Численность, чел. | Доля     |
| -------------- | ----------------- | -------- |
| Русские        | 3424              | 79,13 %  |
| Украинцы       | 196               | 4,53 %   |
| Табасараны     | 96                | 2,22 %   |
| Татары         | 69                | 1,59 %   |
| Белорусы       | 40                | 0,92 %   |
| Лакцы          | 35                | 0,81 %   |
| Чуваши         | 21                | 0,49 %   |
| Кумыки         | 17                | 0,39 %   |
| Ингуши         | 17                | 0,39 %   |
| Башкиры        | 16                | 0,37 %   |
| Азербайджанцы  | 14                | 0,32 %   |
| Казахи         | 13                | 0,30 %   |
| Лезгины        | 11                | 0,25 %   |
| Армяне         | 10                | 0,23 %   |
| Узбеки         | 9                 | 0,21 %   |
| Таджики        | 9                 | 0,21 %   |
| Немцы          | 9                 | 0,21 %   |
| Марийцы        | 8                 | 0,18 %   |
| Молдаване      | 5                 | 0,12 %   |
| Даргинцы       | 5                 | 0,12 %   |
| Другие         | 303               | 7,01 %   |
| Итого          | 4327              | 100,00 % |

## Местные издания
Еженедельная муниципальная газета «Вестник Видяево» — официальное издание администрации и Совета депутатов ЗАТО Видяево.
Телепрограмма «Новости Видяево» выходит в 11.00., 18.00, 23.00 по субботам и воскресеньям.

## Религия
Официально община православного прихода храма святителя Николая посёлка Видяево Североморской епархии Русской православной церкви зарегистрирована 14 июля 1999 года. Настоятель прихода протоиерей Сергий Белялович Шерфетдинов.

### Церкви и часовни
- Церковь Николая Чудотворца в память об экипаже АПЛ «Курск».(губа Ура)
- Церковь Николая Чудотворца. Храм-памятник. (Видяево, ул. Центральная д.19/1)
- Церковь  Святых Царственных Страстотерпцев. (Видяево, ул. Центральная д.19/2)
- Часовня в честь иконы Божией Матери «Спасающая-на-море» при Поликлинике (со стационаром) 1469 Военно-морского клинического госпиталя (Видяево, ул. Центральная д.4)

## Достопримечательности

Фрагмент мемориального комплекса «Морякам, погибшим в океане»

#### Монумент героям-североморцам Великой Отечественной войны (1941—1945 годов).
Памятник представляет собой статую матроса с флагом в руке, установленную на бетонном постаменте. На памятнике имеются надписи: «Слава подводникам-североморцам» и «Помни войну». Является первым памятником в гарнизоне, открыт 9 мая 1964 года. Построен на средства военнослужащих и жителей поселка. Находится на территории одной из воинских частей на берегу губы Уры.

#### ПамятникФ. А. Видяеву
Открыт 28 июля 1968 года. Памятник представляет собой отлитый из бронзы бюст прославленного командира-подводника военной поры Ф. А. Видяева, установленный на двухметровом постаменте. За бюстом воздвигнута кирпичная стена с рубочным люком и стихотворными строками: «В глубинах, где шли мы в подводном дозоре, где нашим победам растили мы счёт, Видяев, навеки оставшийся в море, бессменную вахту поныне несёт». Скульптор Д. М. Епифанов. Находится на улице Центральной.

#### Мемориальный комплекс «Морякам, погибшим в океане».
Открыт 12 августа 2002 года, в годовщину гибели АПЛ «Курск». В состав комплекса входит братская могила 13 морякам АПЛ К-131 и памятник АПЛ Курск (гранитная рубка лодки и увековеченные на гранитных плитах фамилии всех членов экипажа). Скульпторы: Криволапов и Минин. Архитектор О. М. Заутренников. Находится на въезде в поселок.

#### Поклонный крест в память о всех погибших моряках.
Установлен 27 сентября 2005 года на самой высокой точке посёлка Видяева (сопка Слоновка).

#### Мемориальная доска в память о бывших учениках средней школы № 1, трагически погибших на АПЛ «Курск».
Увековечено 7 видяевцев: капитан 2-го ранга Дудко Сергей Владимирович, капитан-лейтенант Шевчук Алексей Владимирович, старший лейтенант Тылик Сергей Николаевич, старший лейтенант Ерахтин Сергей Николаевич, старший мичман Рузлев Александр Владимирович, мичман Козырев Константин Владимирович, старшина 2-й статьи Аникеев Роман Владимирович. Установлена на здании школы на улице Заречной, дом 60.

#### Башня «У́ра»
В декабре 2018 года, когда было завершено строительство всей инфраструктуры для осуществления вещания эфирного телевидения в цифровом формате во всех регионах России, в Видяеве была торжественно открыта последняя башня, получившая название «У́ра».

#### Выставка военной техники
В 2019 году, для популяризации Вооруженных сил России и патриотического воспитания создана выставка военной техники, представлены:
- «Рубеж» (индекс ГРАУ 4К51, по кодификации НАТО: SSC-3 «Styx») — советский и российский мобильный береговой ракетный комплекс с дозвуковыми противокорабельными крылатыми ракетами «П-15М»;
- «Град» (Индекс ГРАУ — 9К51) — советская и российская реактивная система залпового огня, реактивные снаряды калибр 122 мм.

## Развлечения
Спортивно-оздоровительный комплекс «Фрегат»
- Аквазона;
- Боулинг;
- Бильярд;
- Сауна с бассейном и зоной отдыха;
- Солярий;
- Тренажёрный зал;
- Спортивный зал;

Рядом с комплексом находятся:
- Гостевой дом с русской баней и кухней для иногородних семей;
- Парк для прогулок с мощёными дорожками и детской игровой площадкой;
- Стоянка для автотранспорта.

Дом офицеров флота

## Торговые сети
- «Пятёрочка» Видяево, ул. Центральная, д. 13
- «Улыбка радуги» Видяево, ул. Заречная, д. 5
- «Ozon» ПВ Видяево, ул. Заречная, д. 8 и д.31
- «Wildberries» ПВ Видяево, ул. Заречная, д. 5
- «Магнит» ПВ Видяево, ул. Заречная, д. 41А

## Известные люди, жившие в Видяево
Государственные деятели
- Дубовой, Сергей Михайлович (род. 08.10.1952) — председатель Мурманской областной думы VI созыва, офицер-подводник, капитан 1-го ранга. Первый Глава ЗАТО Видяево.

Герои Советского Союза, Герои России и известные военачальники
- Виноградов, Вячеслав Тимофеевич (1930—2008) — советский военный моряк-подводник, капитан 1-го ранга, участник самого дальнего в истории ВМФ подводного перехода, Герой Советского Союза.
- Петелин, Александр Иванович (1913—1987) — советский военачальник,вице-адмирал, в должности командующего 1-й флотилией подводных лодок Северного флота в 1962 году возглавивший первый в истории ВМФ СССР поход подводной лодки к Северному полюсу, Герой Советского Союза. Стоял у истоков образования населенного пункта на берегу губы Урица (ныне ЗАТО Видяево).
- Самсонов, Станислав Павлович (1932—2006) — советский офицер-подводник, капитан 1-го ранга, командир электромеханической боевой части атомной подводной лодки «К-116», участник первого в истории ВМФ трансокеанского перехода атомных подводных лодок с Северного на Тихоокеанский флот, начальник кафедры специальной электротехники Черноморского высшего военно-морского училища имени П. С. Нахимова, Герой Советского Союза.
- Кузьмин, Сергей Викторович (род. 03.06.1955) — российский военачальник, вице-адмирал, Герой Российской Федерации.
- Лячин, Геннадий Петрович (1955—2000) — командир подводной лодки «К-141» «Курск», капитан 1-го ранга, Герой Российской Федерации (2000, посмертно).
- Бурсук, Виктор Иосифович (род. 09.04.1958) — советский и российский военно-морской деятель, вице-адмирал, лауреат Государственной премии РФ, кандидат технических наук.
- Гришин, Фёдор Никитович (1913—1979) — советский военачальник, контр-адмирал, участник советско-японской войны. Стоял у истоков образования населенного пункта на берегу губы Урица (ныне ЗАТО Видяево).
- Дронин, Пётр Степанович (1922—2010) — советский военачальник, вице-адмирал. В 1957 г. на дизельной подводной лодке впервые в СССР совершил подледное плавание. В последние годы службы был заместителем начальника Каспийского высшего военно-морского училища в Баку и заместителем начальника Севастопольского высшего военно-морского училища им. П. С. Нахимова[31].
- Федотенков, Александр Николаевич — (род. 07.01.1959) — российский военачальник, вице-адмирал, заместитель Главнокомандующего Военно-морским флотом России (2013—2018), командующий Черноморским флотом ВМФ России (2011—2013).
- Шевченко, Анатолий Иванович (род. 12.02.1941) — советский и российский военачальник, вице-адмирал, единственный российский подводник, совершивший три похода к Северному полюсу и к полюсу недоступности[32].

## Видяево в художественной литературе
Книга «Север». Автор Андрей Буторин, год выхода 2010, из серии «Вселенная Метро 2033» (Романы и рассказы взаимосвязаны сюжетно: всех их объединяет место действия — вымышленная версия планеты Земля, какой бы эта планета была через двадцать лет после ядерной войны, которая в свою очередь, согласно сюжету, произошла 6 июля 2013 года.), описание: Молодой саам Нанас бежит из родного поселения, чтобы спасти своего пса-телепата. Юноша видит, как падает самолёт, который он принимает за колесницу духов. Умирающий лётчик Семён Будин просит Нанаса найти его дочь, Надю, в Видяево и отвести в Полярные Зори, где до сих пор сохраняется осколок цивилизации.